# Severin Bartos
Severin Eduard Bartos (* 8. Januar 1920 in Lublinitz; † 11. Februar 2003 in Cochem) war ein deutscher Verwaltungsjurist und Politiker (CDU) sowie Landrat im Landkreis Cochem.

## Leben
Severin Bartos studierte Rechtswissenschaften und war zunächst Dezernent bei der Bezirksregierung in Koblenz. 1953 trat er in die CDU ein. Bartos war von 15. Juli 1960 bis 1969 Landrat des Landkreises Cochem. Anschließend wurde er der erste Landrat des neu gebildeten Landkreises Cochem-Zell. Zum 31. Januar 1985 trat er in den Ruhestand.
Er war unter anderem Vorsitzender des Sozialausschusses des Deutschen Landkreistages und des Landkreistages Rheinland-Pfalz. Er hatte zahlreiche Ehrenämter inne. Er leitete über 31 Jahre lang das Deutsche Rote Kreuz im Landkreis Cochem-Zell.
1969 wurde er von Kardinal-Großmeister Eugène Kardinal Tisserant zum Ritter des Ritterordens vom Heiligen Grab zu Jerusalem ernannt und am 25. Oktober 1969 im Bamberger Dom durch Lorenz Kardinal Jaeger, Großprior der deutschen Statthalterei, investiert. Er war zuletzt Komtur des Ordens.

## Ehrungen und Auszeichnungen
- 1969: Ritterschlag zum Ritter vom Heiligen Grab
- 1969: DRK-Ehrenzeichen
- 1973: Verdienstkreuz am Bande der Bundesrepublik Deutschland
- 1982: Verdienstkreuz 1. Klasse der Bundesrepublik Deutschland
- 1984: Wappenschild des Landkreises Cochem-Zell
- 1991: Verdienstmedaille des DRK-Landesverbandes Rheinland-Pfalz
- 1992: Ehrenvorsitzender des DRK-Kreisverbandes Cochem-Zell